# Tour de France de 1972
O Tour de France 1972 foi a 59º Volta a França, teve início no dia 1 de Julho e concluiu-se em 22 de Julho de 1974. A corrida foi composta por 20 etapas, no total mais de 3846,6 km, foram percorridos com uma média de 35,371 km/h.

## Resultados

### Classificação Geral
| Pos | Nome              | País          | Equipa | Tempo        |
| --- | ----------------- | ------------- | ------ | ------------ |
| 1   | Eddy Merckx       | Bélgica       |        | 108h 17' 18" |
| 2   | Felice Gimondi    | França        |        | 10' 41"      |
| 3   | Raymond Poulidor  | França        |        | 11' 34"      |
| 4   | Lucien Van Impe   | Bélgica       |        | 16' 45"      |
| 5   | Joop Zoetemelk    | Países Baixos |        | 19' 09"      |
| 6   | Mariano Martinez  | França        |        | 21' 31"      |
| 7   | Yves Hézard       | França        |        | 21' 52"      |
| 8   | Joaquim Agostinho | Portugal      |        | 34' 16"      |
| 9   | Bernard Thévenet  | França        |        | 37' 11"      |
| 10  | Edward Janssens   | Bélgica       |        | 42' 33"      |